# Residencia real
Las residencias reales son las casas de los miembros de la familia real en los países cuyo régimen político es la monarquía. Se consideran residencias reales a los lugares donde habitan, trabajan o mantienen como casas de verano, de recreo o con propósitos especiales el Rey o la Reina en el poder (quien representa la jefatura de Estado), su consorte y su descendencia directa, sus hijos, los príncipes y princesas. 
Puede tratarse de residencias privadas, donde habitan los miembros de la familia real; de residencias oficiales, donde tienen sus oficinas o sirven para recepciones o visitas oficiales; de residencias de verano, de vacaciones o para usos especiales; o de residencias históricas, que estaban habitadas por los miembros de la familia real en el pasado, pero ya no. Generalmente se trata de palacios y palacetes ubicados en la capital del país y en otras ciudades, que la Casa real ha obtenido o mandado construir a lo largo de su historia. Estos palacios, generalmente de grandes dimensiones, disponen de muchas salas, habitaciones privadas, salones de fiestas, de banquetes, de música, galerías, y están predispuestos en un cuerpo central y una o dos alas laterales. Además tienen amplios y bellos jardines, o hasta un bosque de caza.
En algunas monarquías, la mayoría de las residencias están abiertas al público (excepción es la residencia privada); ya sea todo el año cuando el monarca no se encuentra presente. Cuentan con interesantes museos relativos a la historia de la Casa real o de la monarquía en general. Además se pueden visitar los jardines, algunas salas o salones y, en su caso, las sepulturas de los monarcas anteriores.
En España las residencias reales están enmarcadas en los Reales Sitios. 

## Monarquías actuales

### Europa
| Ciudad                     | Foto | Residencia                                 | Función | Pág. web                                                    |
| -------------------------- | ---- | ------------------------------------------ | --- | ----------------------------------------------------------- |
| Bélgica                    |      |                                            | |                                                             |
| Bruselas                   |      | Palacio Real                               | Residencia oficial del rey Felipe I |                                                             |
| Bruselas                   |      | Castillo Real de Laeken                    | Residencia privada del rey Felipe I |                                                             |
| Bruselas                   |      | Invernaderos Reales de Laeken              | Recepciones y visitas de Estado |                                                             |
| Bruselas                   |      | Castillo del Belvedere                     | Residencia privada del rey anterior Alberto II |                                                             |
| Bruselas                   |      | Castillo de Stuyvenberg                    | Residencia privada de la princesa Astrid |                                                             |
| Ciergnon                   |      | Castillo de Ciergnon                       | Residencia de verano |                                                             |
| Villers-sur-Lesse          |      | Castillo de Villers-sur-Lesse              | Residencia de verano |                                                             |
| Dinamarca                  |      |                                            | |                                                             |
| Copenhague                 |      | Palacio de Amalienborg                     | Residencia privada de la reina Margarita II |                                                             |
| Copenhague                 |      | Palacio de Sorgenfri                       | Residencia histórica |                                                             |
| Copenhague                 |      | Palacio Hermitage                          | Recepciones y visitas de Estado, pabellón de caza |                                                             |
| Copenhague                 |      | Palacio de Christiansborg                  | Residencia histórica. Actualmente sede del Parlamento de Dinamarca. | Archivado el 23 de septiembre de 2015 en Wayback Machine.   |
| Fredensborg                |      | Palacio de Fredensborg                     | Residencia privada de la reina |                                                             |
| Århus                      |      | Palacio Marselisborg                       | Residencia de verano |                                                             |
| Gråsten                    |      | Palacio de Gråsten                         | Residencia de verano |                                                             |
| Møgeltønder                |      | Palacio de Schackenborg                    | Residencia histórica |                                                             |
| España                     |      |                                            | |                                                             |
| Madrid                     |      | Palacio de la Zarzuela                     | Residencia privada del rey Felipe VI |                                                             |
| Madrid                     |      | Palacio Real de Madrid                     | Residencia oficial |                                                             |
| Madrid                     |      | Palacio Real de El Pardo                   | Recepciones y visitas de Estado |                                                             |
| San Lorenzo de El Escorial |      | Monasterio de El Escorial                  | Residencia histórica y museo real |                                                             |
| Aranjuez                   |      | Palacio Real de Aranjuez                   | Residencia de recreo |                                                             |
| San Ildefonso              |      | Palacio Real de La Granja de San Ildefonso | Residencia histórica y museo |                                                             |
| La Losa                    |      | Palacio Real de Riofrío                    | Residencia histórica |                                                             |
| Barcelona                  |      | Palacio de Albéniz                         | Residencia oficial |                                                             |
| Palma de Mallorca          |      | Palacio Real de La Almudaina               | Residencia oficial de verano |                                                             |
| Palma de Mallorca          |      | Palacio de Marivent                        | Residencia privada de verano |                                                             |
| Lanzarote                  |      | La Mareta                                  | Residencia de verano |                                                             |
| Liechtenstein              |      |                                            | |                                                             |
| Vaduz                      |      | Castillo de Vaduz                          | Residencia oficial del príncipe Hans-Adam II |                                                             |
| Luxemburgo                 |      |                                            | |                                                             |
| Luxemburgo                 |      | Palacio Gran Ducal                         | Residencia oficial del gran duque Enrique I |                                                             |
| Colmar-Berg                |      | Castillo de Berg                           | Residencia privada |                                                             |
| Fischbach                  |      | Castillo de Fischbach                      | Residencia privada |                                                             |
| Mónaco                     |      |                                            | |                                                             |
| Mónaco                     |      | Palacio del Príncipe de Mónaco             | Residencia oficial del príncipe Alberto II |                                                             |
| Noruega                    |      |                                            | |                                                             |
| Oslo                       |      | Palacio Real                               | Residencia oficial del rey Harald V |                                                             |
| Oslo                       |      | Castillo de Oscarshall                     | Residencia de verano |                                                             |
| Oslo                       |      | Fortaleza de Akershus                      | Museo real |                                                             |
| Oslo                       |      | Bygdø Kongsgård                            | Residencia de verano |                                                             |
| Bergen                     |      | Palacio Gamlehaugen                        | Residencia oficial |                                                             |
| Stavanger                  |      | Palacio Ledaal                             | Residencia oficial |                                                             |
| Trondheim                  |      | Stiftsgården                               | Residencia oficial |                                                             |
| Asker                      |      | Palacio de Skaugum                         | Residencia del príncipe heredero Haakon Magnus |                                                             |
| Holmenkollen               |      | Kongsseteren Villa Real (Holmenkollen)     | Residencia de verano |                                                             |
| Países Bajos               |      |                                            | |                                                             |
| Ámsterdam                  |      | Palacio Real                               | Residencia oficial del rey Guillermo Alejandro |                                                             |
| La Haya                    |      | Palacio Noordeinde                         | Residencia oficial de trabajo |                                                             |
| La Haya                    |      | Palacio Huis ten Bosch                     | Residencia privada |                                                             |
| Baarn                      |      | Palacio Soestdijk                          | Residencia histórica |                                                             |
| Wassenaar                  |      | Villa Eikenhorst                           | Residencia privada del rey |                                                             |
| Apeldoorn                  |      | Palacio Het Loo                            | Residencia histórica |                                                             |
| Reino Unido                |      |                                            | |                                                             |
| Londres                    |      | Palacio de Buckingham                      | Residencia oficial del rey Calos III | Archivado el 25 de julio de 2018 en Wayback Machine. Domino |
| Londres                    |      | Casa Clarence                              | Residencia oficial del príncipe heredero Guillermo de Gales |                                                             |
| Londres                    |      | Palacio de St. James                       | Recepciones y visitas de Estado |                                                             |
| Londres                    |      | Palacio de Kensington                      | Residencia oficial de otros miembros de la familia real |                                                             |
| Londres                    |      | Thatched House Lodge                       | Residencia privada de la princesa Alejandra |                                                             |
| Londres                    |      | Palacio de Westminster                     | Residencia oficial de Guillermo I a Enrique VIII. Después 1512, ha estado el sede del Parlamento de Inglaterra y más tarde el Parlamento del Reino Unido, pero queda una «residencia real» por nombre.                                                                                                  |                                                             |
| Londres                    |      | Palacio de Kew                             | Residencia oficial de Jorge II a Victoria. Actualmente un museo |                                                             |
| Londres                    |      | Palacio de Placentia                       | Residencia oficial de Enrique VII a Carlos I. Demolido en 1660 |                                                             |
| Londres                    |      | Queen's House                              | Residencia oficial de la reina Ana. Actualmente parte del Museo Marítimo Nacional del Reino Unido |                                                             |
| Londres                    |      | Palacio de Eltham                          | Residencia oficial de Eduardo II a Isabel I. Actualmente un museo |                                                             |
| Londres                    |      | Palacio de Hampton Court                   | Residencia oficial de Enrique VIII a Jorge II. Actualmente un museo |                                                             |
| Londres                    |      | White Lodge                                | Residencia histórica Actualmente la Escuela Real de Ballet |                                                             |
| Windsor                    |      | Castillo de Windsor                        | Residencia oficial |                                                             |
| Sandringham                |      | Sandringham House                          | Residencia privada del rey |                                                             |
| Hatfield                   |      | Palacio de Hatfield                        | Residencia oficial de Enrique VIII a Jacobo I. Vendido a la familia Cecil, que demolido el palacio y usado los briques por edificar la casa actual, que queda la propiedad de la familia (hoy marqueses de Salisbury)                                                                                   |                                                             |
| Cowes                      |      | Castillo de Osborne                        | Residencia privada de la reina Victoria. Actualmente un museo |                                                             |
| Tetbury                    |      | Highgrove House                            | Residencia privada del príncipe Guillermo de Gales |                                                             |
| Edimburgo                  |      | Palacio de Holyrood                        | Residencia oficial |                                                             |
| Edimburgo                  |      | Castillo de Edimburgo                      | Residencia oficial de David I a Carlos I. Actualmente un museo |                                                             |
| Crathie                    |      | Castillo de Balmoral                       | Residencia privada del rey |                                                             |
| Falkland                   |      | Palacio de Falkland                        | Residencia histórica y museo, en el cuidado de la National Trust for Scotland |                                                             |
| Glamis                     |      | Castillo de Glamis                         | Residencia real hasta el siglo XIV, cuando fue vendido a la familia Lyon, más tarde condes de Strathmore y Kinghorne. El castillo estaba una residencia real también en el siglo XX, después el matrimonio de Isabel Bowes-Lyon con el rey futuro Jorge VI, y tres cámaras fueron adaptadas por su uso. |                                                             |
| Linlithgow                 |      | Palacio de Linlithgow                      | Residencia oficial de Jacobo I a Jacobo VI. Dañado por incendio en 1746, las ruinas son protegidas |                                                             |
| Mey                        |      | Castillo de Mey                            | Residencia privada de la Reina Madre. Actualmente un museo |                                                             |
| Suecia                     |      |                                            | |                                                             |
| Estocolmo                  |      | Palacio Real                               | Residencia oficial del rey Carlos XVI Gustavo |                                                             |
| Estocolmo                  |      | Palacio de Haga                            | Residencia oficial de la princesa heredera Victoria | Archivado el 18 de enero de 2013 en Wayback Machine.        |
|                            |      | Palacio de Ulriksdal                       | Residencia histórica |                                                             |
| Drottningholm              |      | Palacio de Drottningholm                   | Residencia privada |                                                             |
| Mariefred                  |      | Castillo Gripsholm                         | Residencia de verano |                                                             |
| Djurgården                 |      | Palacio de Rosendal                        | Residencia histórica |                                                             |
| Rosersberg                 |      | Palacio de Rosersberg                      | Residencia histórica |                                                             |
| Strömsholm                 |      | Palacio de Strömsholm                      | Residencia histórica |                                                             |
| Trosa                      |      | Palacio de Tullgarn                        | Residencia de verano |                                                             |

### África
| Ciudad      | Foto | Residencia           | Función                               | Pág. web |
| ----------- | ---- | -------------------- | ------------------------------------- | -------- |
| Lesoto      |      |                      |                                       |          |
| Maserú      |      | Palacio Real         | Residencia oficial del rey Letsie III |          |
| Marruecos   |      |                      |                                       |          |
| Rabat       |      | Palacio Real         | Residencia oficial del rey Mohamed VI |          |
| Rabat       |      | Palacio Dar Essalam  | Residencia privada del rey            |          |
| Mequínez    |      | Palacio Real         | Residencia oficial                    |          |
| Fez         |      | Palacio Real         | Residencia oficial                    |          |
| Tánger      |      | Palacio Real         | Residencia oficial                    |          |
| Tetuán      |      | Palacio Real         | Residencia oficial                    |          |
| Marrakech   |      | Palacio Real         | Residencia oficial                    |          |
| Suazilandia |      |                      |                                       |          |
| Lobamba     |      | Palacio Estatal Embo | Residencia oficial del rey Mswati III |          |

### Asia
| Ciudad                           | Foto | Residencia                         | Función                                                                                         | Pág. web |
| -------------------------------- | ---- | ---------------------------------- | ----------------------------------------------------------------------------------------------- | -------- |
| Arabia Saudita                   |      |                                    |                                                                                                 |          |
| Riad                             |      | Palacio Real al-Yamamah            | Residencia oficial del rey Abdalá bin Abdelaziz                                                 |          |
| Yida                             |      | Palacio Real de Yida               | Residencia oficial                                                                              |          |
| Baréin                           |      |                                    |                                                                                                 |          |
| Rifá                             |      | Palacio de Rifá                    | Residencia del rey Hamad bin Isa al-Jalifa                                                      |          |
| Brunéi                           |      |                                    |                                                                                                 |          |
| Bandar Seri Begawan              |      | Palacio Nurul Iman                 | Residencia del sultán Hassanal Bolkiak                                                          |          |
| Bután                            |      |                                    |                                                                                                 |          |
| Timbú                            |      | Palacio Tashichoedzong             | Residencia oficial del rey Jigme Khesar Namgyel Wangchuck                                       |          |
| Camboya                          |      |                                    |                                                                                                 |          |
| Phnom Penh                       |      | Palacio Real                       | Residencia oficial del rey Norodom Sihamoní                                                     |          |
| EAU                              |      |                                    |                                                                                                 |          |
| Abu Dabi                         |      | Palacio Presidencial               | Residencia del emir Khalifa bin Zayed Al Nahayan (emir de Abu Dabi y presidente de los EAU)     |          |
| Dubái                            |      | Palacio del Emir                   | Residencia del emir Mohammed bin Rashid Al Maktoum (emir de Dubái y primer ministro de los EAU) |          |
| Japón                            |      |                                    |                                                                                                 |          |
| Tokio                            |      | Palacio Imperial                   | Residencia oficial del emperador Naruhito                                                       |          |
| Tokio                            |      | Palacio de Akasaka                 | Recepciones y visitas de Estado                                                                 |          |
| Tokio                            |      | Palacio de Tōgū                    | Residencia oficial del príncipe heredero                                                        |          |
| Kioto                            |      | Palacio Imperial de Kioto          | Residencia oficial                                                                              |          |
| Kioto                            |      | Palacio Omiya                      | Residencia de verano                                                                            |          |
| Nasu                             |      | Residencia Imperial                | Residencia privada                                                                              |          |
| Hayama                           |      | Residencia Imperial                | Residencia privada                                                                              |          |
| Suzaki                           |      | Residencia Imperial                | Residencia privada                                                                              |          |
| Jordania                         |      |                                    |                                                                                                 |          |
| Amán                             |      | Palacio Raghadan                   | Residencia oficial del rey Abdalá II                                                            |          |
| Amán                             |      | Palacio de Basman                  | Residencia laboral                                                                              |          |
| Aqaba                            |      | Palacio Beit al-Bahr               | Residencia de verano                                                                            |          |
| Kuwait                           |      |                                    |                                                                                                 |          |
| Kuwait                           |      | Palacio Seif                       | Residencia oficial del emir Sabah Al-Ahmad Al-Jaber Al-Sabah                                    |          |
| Kuwait                           |      | Palacio de Bayán                   | Recepciones y visitas de Estado                                                                 |          |
| Malasia                          |      |                                    |                                                                                                 |          |
| Kuala Lumpur                     |      | Palacio Nacional ("Istana Negara") | Residencia oficial del rey Mizan Zainal Abidin                                                  |          |
| Putrajaya                        |      | Palacio Melawati                   | Residencia de verano                                                                            |          |
| Omán                             |      |                                    |                                                                                                 |          |
| Mascate                          |      | Palacio al-Alam                    | Residencia oficial del sultán Haitham                                                           |          |
| Salalah                          |      | Palacio de Salalah                 | Residencia privada                                                                              |          |
| Catar                            |      |                                    |                                                                                                 |          |
| Doha                             |      | Palacio del Emir                   | Residencia del emir Tamim bin Hamad Al Thani                                                    |          |
| Doha                             |      | Fortaleza de Wajbah                | Recepciones y visitas de Estado                                                                 |          |
| Tailandia                        |      |                                    |                                                                                                 |          |
| Bangkok                          |      | Gran Palacio                       | Residencia oficial del rey Maha Vajiralongkorn                                                  |          |
| Bangkok                          |      | Palacio Chitralada                 | Residencia privada                                                                              |          |
| Chiang Mai                       |      | Palacio Bhubing                    | Residencia de invierno                                                                          |          |
| Provincia de Prachuap Khiri Khan |      | Palacio Klai Kangwon               | Residencia de verano                                                                            |          |
| Nakhon Pathom                    |      | Palacio Sanam Chandra              | Residencia histórica                                                                            |          |

### Oceanía
| Ciudad    | Foto | Residencia            | Función                             | Pág. web |
| --------- | ---- | --------------------- | ----------------------------------- | -------- |
| Tonga     |      |                       |                                     |          |
| Nukualofa |      | Palacio Real de Tonga | Residencia oficial del rey Tupou VI |          |

## Monarquías anteriores

### Europa
| Ciudad                                        | Foto | Residencia                                                      | Función | Pág. web                                                                                          |
| --------------------------------------------- | ---- | --------------------------------------------------------------- | --- | ------------------------------------------------------------------------------------------------- |
| Alemania (hasta 1918)                         |      |                                                                 | |                                                                                                   |
| Berlín                                        |      | Palacio Real                                                    | Residencia oficial del emperador Guillermo II. Palacio de la República de la RDA (demolido en 1950) Actualmente en reedificación bajo el nombre de Humboldt Forum                                                                           |                                                                                                   |
| Berlín                                        |      | Palacio de Charlottenburg                                       | Residencia de verano |                                                                                                   |
| Berlín                                        |      | Palacio de Bellevue                                             | Residencia del príncipe heredero | Archivado el 29 de septiembre de 2007 en Wayback Machine.                                         |
| Berlín                                        |      | Palacio de Monbijou                                             | Residencia privada y museo de la Casa de Hohenzollern Destruido tras la Segunda Guerra Mundial Actualmente en el solar se encuentra el parque Monbijou                                                                                      |                                                                                                   |
| Potsdam                                       |      | Palacio Real                                                    | Residencia oficial Entre 1910 y principio de los años 40 un museo histórico Destruido en la Segunda Guerra Mundial Actualmente en proceso de reconstrucción para albergar el Parlamento de Brandeburgo                                      |                                                                                                   |
| Potsdam                                       |      | Palacio de Sanssouci                                            | Residencia histórica Actualmente un museo histórico de la Fundación Palacios y Jardines Reales Prusianos |                                                                                                   |
| Potsdam                                       |      | Palacio Nuevo                                                   | Residencia privada Actualmente alberga la Facultad de Filosofía y el Instituto de Matemáticas, Física y Deportes de la Universidad de Potsdam, un teatro y un museo histórico                                                               |                                                                                                   |
| Potsdam                                       |      | Palacio de la Orangerie                                         | Residencia histórica Actualmente un museo histórico |                                                                                                   |
| Potsdam                                       |      | Palacio de Mármol                                               | Residencia histórica Actualmente un museo histórico |                                                                                                   |
| Potsdam                                       |      | Palacio Cecilienhof                                             | Residencia privada Actualmente un museo histórico (famoso por ser la sede de la Conferencia de Potsdam) |                                                                                                   |
| Imperio austrohúngaro (hasta 1918)            |      |                                                                 | |                                                                                                   |
| Viena                                         |      | Palacio de Schönbrunn                                           | Residencia oficial del emperador Carlos I. Actualmente un museo |                                                                                                   |
| Viena                                         |      | Palacio Imperial de Hofburg                                     | Residencia privada. Actualmente sede oficial del presidente y un museo |                                                                                                   |
| Viena                                         |      | Palacio Belvedere                                               | Residencia privada Actualmente el museo de arte Galería Belvedere y una biblioteca |                                                                                                   |
| Viena                                         |      | Villa Hermes                                                    | Residencia privada. Actualmente un museo de arte |                                                                                                   |
| Viena                                         |      | Palacio Hetzendorf                                              | Residencia privada Actualmente una escuela de moda y una iglesia |                                                                                                   |
| Eckartsau                                     |      | Palacio de Eckartsau                                            | Residencia privada Actualmente un museo histórico | Archivado el 27 de septiembre de 2007 en Wayback Machine.                                         |
| Artstetten-Pöbring                            |      | Palacio de Artstetten                                           | Residencia privada Actualmente el Museo del Archiduque Francisco Fernando |                                                                                                   |
| Bad Ischl                                     |      | Kaiservilla                                                     | Residencia de verano Actualmente un museo histórico |                                                                                                   |
| Laxenburg                                     |      | Palacio de Laxenburg                                            | Residencias de verano Actualmente un museo |                                                                                                   |
| Budapest(1)                                   |      | Castillo de Buda                                                | Residencia oficial Entre 1920 y 1944 residencia oficial del regente húngaro Miklós Horthy Actualmente alberga el Museo de Historia de Budapest, la Galería Nacional de Hungría, la Biblioteca Nacional Széchényi, entre otras instituciones | ,                                                                                                 |
| Gödöllő(1)                                    |      | Palacio Real de Gödöllő                                         | Residencia de verano Actualmente un museo histórico |                                                                                                   |
| Praga(2)                                      |      | Castillo de Praga                                               | Residencia histórica Actualmente un museo histórico y la residencia oficial del presidente de la República Checa |                                                                                                   |
| Baviera(3) (hasta 1918)                       |      |                                                                 | |                                                                                                   |
| Múnich                                        |      | Residencia de Múnich                                            | Residencia oficial. Actualmente un museo. | (enlace roto disponible en Internet Archive; véase el historial, la primera versión y la última). |
| Múnich                                        |      | Palacio de Nymphenburg                                          | Residencia oficial. Actualmente un museo y la residencia del pretendiente Francisco de Baviera |                                                                                                   |
| Schwangau                                     |      | Castillo de Hohenschwangau                                      | Residencia de verano. Actualmente un museo. |                                                                                                   |
| Schwangau                                     |      | Castillo de Neuschwanstein                                      | Residencia de verano. Actualmente un museo. |                                                                                                   |
| Bulgaria (hasta 1946)                         |      |                                                                 | |                                                                                                   |
| Sofía                                         |      | Palacio Real de Sofía                                           | Residencia oficial del zar Simeón II. Actualmente sede de la Galería Nacional de Arte y del Museo Etnográfico Nacional | Archivado el 5 de febrero de 2011 en Wayback Machine.,                                            |
| Sofía                                         |      | Palacio Vrana                                                   | Residencia privada. Actualmente residencia privada del depuesto zar Simeón de Sajonia-Coburgo-Gotha |                                                                                                   |
| Varna                                         |      | Palacio Evxinograd                                              | Residencia de verano Actualmente residencia gubernamental |                                                                                                   |
| Borovets                                      |      | Palacio Tsarska Bistritsa                                       | Residencia invernal y de caza Actualmente residencia privada de Simeón de Sajonia-Coburgo-Gotha |                                                                                                   |
| Finlandia(4) (hasta 1918)                     |      |                                                                 | |                                                                                                   |
| Helsinki                                      |      | Palacio Imperial                                                | Residencia oficial del zar y gran duque Nicolás II. Actualmente residencia oficial del presidente |                                                                                                   |
| Francia (hasta 1871)                          |      |                                                                 | |                                                                                                   |
| París                                         |      | Palacio del Louvre                                              | Residencia oficial de Charles V a Louis XIV. Transformada en museo en 1793. Actualmente el museo histórico y la galería de arte nacional de Francia.                                                                                        |                                                                                                   |
| París                                         |      | Palacio de las Tullerías                                        | Residencia oficial de los monarcas franceses en el siglo XIX, de Louis XVI a Napoléon III. Demolido en 1883. |                                                                                                   |
| París                                         |      | Palacio del Elíseo                                              | Residencia privada de varias personalidades: Madame de Pompadour, la Duquesa de Borbón o Napoleón I. Usada también como residencia de invitados. Actualmente residencia del Presidente de la República Francesa.                            |                                                                                                   |
| Saint-Cloud                                   |      | Palacio de Saint-Cloud                                          | Residencia oficial secundaria de los monarcas franceses en el siglo XIX, de Louis XVI a Napoléon III. Demolido en 1892. |                                                                                                   |
| Versalles                                     |      | Palacio de Versalles                                            | Residencia oficial desde el reinado de Louis XIV hasta la Revolución Francesa. Actualmente un museo histórico. |                                                                                                   |
| Fontainebleau                                 |      | Palacio de Fontainebleau                                        | Residencia oficial de François I a Napoléon III, desde el siglo XVII usada durante el otoño. Actualmente un museo histórico. |                                                                                                   |
| Compiègne                                     |      | Palacio de Compiègne                                            | Residencia oficial de Clovis I a Napoléon III. Reedificada en el siglo XVIII. Actualmente un museo. |                                                                                                   |
| Saint-Germain-en-Laye                         |      | Castillo Viejo de Saint-Germain-en-Laye                         | Residencia oficial desde Louis IX hasta Louis XIV. Actualmente alberga el Museo de Arqueología Nacional de Francia. |                                                                                                   |
| Grecia (hasta 1967)                           |      |                                                                 | |                                                                                                   |
| Atenas                                        |      | Palacio Real Viejo                                              | Residencia oficial de los monarcas griegos en el siglo XIX, desde 1929 es la sede del Parlamento Griego. |                                                                                                   |
| Atenas                                        |      | Palacio Real Nuevo                                              | Construido en 1897 como residencia del Príncipe Heredero, desde 1935 a 1974 fue la residencia principal de los soberanos griegos. Actualmente residencia del Presidente de la República Helénica                                            |                                                                                                   |
| Atenas                                        |      | Palacio de Tatoi                                                | Residencia de verano Actualmente deshabitada |                                                                                                   |
| Corfú                                         |      | Palacio de Mon Repos                                            | Residencia de verano. Actualmente un museo arqueológico |                                                                                                   |
| Italia (hasta 1946)                           |      |                                                                 | |                                                                                                   |
| Roma                                          |      | Palacio del Quirinal                                            | Residencia oficial del rey Víctor Manuel III. Actualmente residencia oficial del presidente italiano y un museo histórico |                                                                                                   |
| Turín                                         |      | Palacio Real                                                    | Residencia oficial Actualmente un museo histórico |                                                                                                   |
| Caserta                                       |      | Palacio Real                                                    | Residencia oficial Actualmente un museo histórico |                                                                                                   |
| Florencia                                     |      | Palacio Pitti                                                   | Residencia histórica Actualmente una serie de galerías y museos |                                                                                                   |
| Nápoles                                       |      | Palacio Real                                                    | Residencia oficial Actualmente un museo histórico y la Biblioteca Nacional Víctor Manuel III |                                                                                                   |
| Racconigi                                     |      | Castillo de Racconigi                                           | Residencia de verano Actualmente un museo histórico |                                                                                                   |
| Venaria Reale                                 |      | Castillo de Venaria                                             | Residencia de la casa de Saboya Actualmente un museo histórico |                                                                                                   |
| Venaria Reale                                 |      | Castillo de la Mandria                                          | Residencia de la casa de Saboya Actualmente en remodelación |                                                                                                   |
| Turín                                         |      | Castillo del Valentino                                          | Residencia de la casa de Saboya Actualmente parcialmente usado por el Politécnico de Turín |                                                                                                   |
| Govone                                        |      | Castillo de Govone                                              | Residencia de la casa de Saboya Actualmente es sede del municipio |                                                                                                   |
| Agliè                                         |      | Castillo de Agliè                                               | Residencia de la casa de Saboya Actualmente es un museo |                                                                                                   |
| Nichelino                                     |      | Pabellón de caza de Stupinigi                                   | Pabellón de los reyes Actualmente es un museo de arte |                                                                                                   |
| Turín                                         |      | Palacio Carignano                                               | Residencia real de la casa de Saboya Actualmente hospeda el Museo Nacional del Risorgimento |                                                                                                   |
| Génova                                        |      | Palacio Real de Génova                                          | Comenzando del 1823 fue residencia real de la casa de Saboya Actualmente es un museo constituido por la residencia histórica, el jardín anexo y la pinacoteca                                                                               |                                                                                                   |
| Milán                                         |      | Palacio Real de Milán                                           | Fue palacio de regentes, desde María Teresa I de Austria a Napoleón Bonaparte, Fernando I de las Dos Sicilias y la Casa de Saboya Actualmente es un museo y hospeda eventos culturales                                                      |                                                                                                   |
| Nápoles                                       |      | Palacio Real de Portici                                         | Residencia oficial Actualmente en restauración. Parte del edificio hospeda un museo |                                                                                                   |
| Nápoles                                       |      | Palacio de Capodimonte                                          | Residencia de verano Actualmente hospeda un museo |                                                                                                   |
| Milán                                         |      | Villa Real                                                      | Residencia ocasional Actualmente es una galería de arte moderno | Archivado el 7 de noviembre de 2020 en Wayback Machine.                                           |
| Monza                                         |      | Villa Real de Monza                                             | Residencia de los Reyes del Imperio austrohúngaro y luego los del Reino de Italia Actualmente hospeda un museo y una escuela superior |                                                                                                   |
| Ficuzza, Corleone                             |      | Palacio Real de Ficuzza                                         | Residencia de caza Actualmente un museo histórico | (enlace roto disponible en Internet Archive; véase el historial, la primera versión y la última). |
| Montenegro (hasta 1918)                       |      |                                                                 | |                                                                                                   |
| Cetiña                                        |      | Palacio del Rey Nikola                                          | Residencia oficial del rey Nicolás. Actualmente un museo |                                                                                                   |
| Cetiña                                        |      | Palacio Azul                                                    | Residencia oficial del príncipe heredero. Actualmente sede oficial del presidente |                                                                                                   |
| Imperio otomano (hasta 1922)                  |      |                                                                 | |                                                                                                   |
| Estambul (Constantinopla)                     |      | Palacio de Dolmabahçe                                           | Residencia oficial del sultán Mehmed VI. Actualmente un museo estatal |                                                                                                   |
| Estambul (Constantinopla)                     |      | Palacio de Topkapı                                              | Residencia histórica Actualmente un museo estatal |                                                                                                   |
| Estambul (Constantinopla)                     |      | Palacio Yıldız                                                  | Residencia privada Actualmente un museo histórico |                                                                                                   |
| Estambul (Constantinopla)                     |      | Palacio Beylerbeyi                                              | Residencia privada Actualmente un museo |                                                                                                   |
| Estambul (Constantinopla)                     |      | Palacio Küçüksu                                                 | Residencia de verano Actualmente un museo |                                                                                                   |
| Edirne                                        |      | Palacio Viejo                                                   | Residencia histórica |                                                                                                   |
| Polonia (hasta 1795)                          |      |                                                                 | |                                                                                                   |
| Varsovia                                      |      | Castillo Real de Varsovia                                       | Residencia oficial del rey Estanislao II Poniatowski. Actualmente sede de la Fundación Polaca de Historia y Cultura y un museo histórico |                                                                                                   |
| Varsovia                                      |      | Palacio Łazienki o Palacio en la Isla                           | Residencia privada Actualmente un museo histórico |                                                                                                   |
| Varsovia                                      |      | Palacio de Wilanów                                              | Residencia histórica Actualmente un museo de arte |                                                                                                   |
| Varsovia                                      |      | Palacio Belweder                                                | Residencia privada y fábrica real de porcelana Actualmente sirve para recepciones oficiales y alberga el museo de Józef Piłsudski | Archivado el 8 de febrero de 2006 en Wayback Machine.                                             |
| Cracovia                                      |      | Castillo Real de Wawel                                          | Residencia histórica Actualmente un museo histórico y de arte |                                                                                                   |
| Vilna(4)                                      |      | Palacio de los Gran Duques de Lituania                          | Residencia histórica Destruido en 1801, fue reedificado dos siglos más tarde y es actualmente un museo histórico |                                                                                                   |
| Portugal (hasta 1910)                         |      |                                                                 | |                                                                                                   |
| Lisboa                                        |      | Palacio de las Necesidades                                      | Residencia oficial del rey Manuel II. Actualmente el Ministerio de Asuntos Extranjeros |                                                                                                   |
| Lisboa                                        |      | Palacio Nacional de Ajuda                                       | Residencia para vistas y ceremonias oficiales. Actualmente un museo de arte |                                                                                                   |
| Lisboa                                        |      | Palacio de Belém                                                | Residencia privada. Actualmente sede de la Presidencia |                                                                                                   |
| Queluz                                        |      | Palacio Nacional de Queluz                                      | Residencia privada Actualmente un museo histórico y de artes decorativas |                                                                                                   |
| Sintra                                        |      | Palacio de Pena                                                 | Residencia de verano Actualmente un museo histórico |                                                                                                   |
| Sintra                                        |      | Palacio Nacional de Sintra                                      | Residencia de verano Actualmente un museo histórico |                                                                                                   |
| Mafra                                         |      | Palacio Nacional de Mafra                                       | Residencia privada Actualmente un museo y biblioteca históricos y una basílica |                                                                                                   |
| Buçaco                                        |      | Palacio de Buçaco                                               | Residencia privada Actualmente un hotel de lujo |                                                                                                   |
| Vila Viçosa                                   |      | Palacio Ducal de Vila Viçosa                                    | Residencia privada Actualmente un museo histórico |                                                                                                   |
| Rumania (hasta 1947)                          |      |                                                                 | |                                                                                                   |
| Bucarest                                      |      | Palacio Real                                                    | Residencia oficial del rey Miguel I. Actualmente el Museo Nacional de Arte de Rumania |                                                                                                   |
| Bucarest                                      |      | Palacio de Cotroceni                                            | Residencia histórica. Actualmente la sede del presidente y un museo |                                                                                                   |
| Bucarest                                      |      | Palacio de Elisabeta                                            | Residencia privada. Actualmente residencia privada de la princesa pretendiente Margarita de Rumania | (enlace roto disponible en Internet Archive; véase el historial, la primera versión y la última). |
| Sinaia                                        |      | Castillo de Peleş                                               | Residencia de verano. Actualmente un museo |                                                                                                   |
| Arad                                          |      | Castillo Real de Săvârşin                                       | Residencia de verano Actualmente residencia privada de Margarita de Rumania |                                                                                                   |
| Rusia (hasta 1917)                            |      |                                                                 | |                                                                                                   |
| San Petersburgo                               |      | Palacio de Invierno                                             | Residencia oficial del zar Nicolás II Actualmente transformado en el Museo del Hermitage |                                                                                                   |
| San Petersburgo                               |      | Palacio de Alejandro en el complejo palaciego de Tsárskoye Seló | Residencia privada Actualmente un museo histórico |                                                                                                   |
| San Petersburgo                               |      | Palacio de Catalina en Tsárskoye Seló                           | Recepciones y visitas oficiales Actualmente un museo histórico |                                                                                                   |
| San Petersburgo                               |      | Palacio Pávlovsk                                                | Residencia privada Actualmente un museo estatal |                                                                                                   |
| San Petersburgo                               |      | Palacio de Verano                                               | Residencia histórica Actualmente un museo histórico |                                                                                                   |
| San Petersburgo                               |      | Palacio Yelaguin                                                | Residencia de verano Actualmente un museo de artes decorativas |                                                                                                   |
| San Petersburgo                               |      | Peterhof                                                        | Residencia de verano Actualmente un museo estatal |                                                                                                   |
| San Petersburgo                               |      | Oranienbaum                                                     | Residencia privada Actualmente un museo estatal |                                                                                                   |
| Moscú                                         |      | Gran Palacio del Kremlin                                        | Residencia oficial Actualmente residencia oficial del presidente |                                                                                                   |
| Moscú                                         |      | Palacio de los Terems                                           | Residencia hsitórica Actualmente residencia oficial del presidente |                                                                                                   |
| Moscú                                         |      | Palacio de las Facetas                                          | Recepciones oficiales |                                                                                                   |
| Gátchina                                      |      | Palacio de Gátchina                                             | Residencia de verano Actualmente un museo histórico |                                                                                                   |
| Sajonia(3) (hasta 1918)                       |      |                                                                 | |                                                                                                   |
| Dresde                                        |      | Palacio de Dresde                                               | Residencia oficial. Restaurado después destrucción en la Segunda Guerra Mundial, es actualmente un museo. |                                                                                                   |
| Dresde                                        |      | Zwinger                                                         | Residencia oficial. Restaurado después destrucción en la Segunda Guerra Mundial, es actualmente un museo. |                                                                                                   |
| Dresde                                        |      | Castillo de Pilnitz                                             | Residencia de verano. Actualmente un museo. |                                                                                                   |
| Serbia (hasta 1918) e Yugoslavia (hasta 1941) |      |                                                                 | |                                                                                                   |
| Belgrado                                      |      | Palacio Viejo                                                   | Residencia oficial del rey Pedro II. Actualmente la Asamblea de Belgrado |                                                                                                   |
| Belgrado                                      |      | Palacio Nuevo                                                   | Residencia privada Actualmente sede oficial del presidente | (enlace roto disponible en Internet Archive; véase el historial, la primera versión y la última). |
| Belgrado                                      |      | Palacio Real de Dedinje                                         | Residencia privada Actualmente la residencia del príncipe pretendiente Alejandro Karadjordjevic y un museo de arte |                                                                                                   |
| Belgrado                                      |      | Palacio Blanco                                                  | Residencia privada Actualmente un museo de tesoros artísticos |                                                                                                   |
| Wurtemberg(3) (hasta 1918)                    |      |                                                                 | |                                                                                                   |
| Stuttgart                                     |      | Palacio de Ludwigsburg                                          | Residencia oficial. Actualmente un museo |                                                                                                   |
| Stuttgart                                     |      | Castillo Antiguo de Stuttgart                                   | Residencia oficial. Actualmente un museo |                                                                                                   |
| Stuttgart                                     |      | Palacio Nuevo de Stuttgart                                      | Residencia oficial. Actualmente usado por los ministerios de financia y educación |                                                                                                   |

- (1) - Ciudad perteneciente al Imperio austrohúngaro hasta 1918. Actualmente en Hungría
- (2) - Ciudad perteneciente al Imperio austrohúngaro hasta 1918. Actualmente en la República Checa
- (3) - Estado autónomo dentro del Imperio alemán hasta 1918.
- (4) - Estado autónomo dentro del Imperio ruso desde 1808 hasta 1918
- (5) - Ciudad perteneciente a Polonia desde 1569 hasta 1795. Actualmente en Lituania

### África
| Ciudad                | Foto | Residencia             | Función                                                                         | Pág. web |
| --------------------- | ---- | ---------------------- | ------------------------------------------------------------------------------- | -------- |
| Egipto (hasta 1953)   |      |                        |                                                                                 |          |
| El Cairo              |      | Palacio de Abdin       | Residencia oficial del rey Faruk I. Actualmente un museo                        |          |
| El Cairo              |      | Palacio al-Gawhara     | Residencia histórica                                                            |          |
| El Cairo              |      | Palacio Qubbah         | Residencia privada. Actualmente sirve para recepciones y visitas oficiales      |          |
| Alejandría            |      | Palacio de Montaza     | Residencia oficial                                                              |          |
| Alejandría            |      | Palacio Ras el-Tin     | Residencia oficial                                                              |          |
| Etiopía (hasta 1975)  |      |                        |                                                                                 |          |
| Adís Abeba            |      | Gran Palacio           | Residencia oficial del emperador Haile Selassie. Actualmente                    |          |
| Adís Abeba            |      | Palacio del Jubileo    | Residencia privada                                                              |          |
| Libia (hasta 1969)    |      |                        |                                                                                 |          |
| Trípoli               |      | Palacio del Gobernador | Residencia oficial del rey Idris I. Actualmente la Biblioteca Nacional de Libia |          |
| Túnez (hasta 1957)    |      |                        |                                                                                 |          |
| Túnez                 |      | Palacio del Bardo      | Residencia oficial de los beyes de Túnez. Actualmente un museo                  |          |
| Zanzíbar (hasta 1963) |      |                        |                                                                                 |          |
| Stone Town            |      | Palacio del Sultán     | Residencia oficial de los Sultanes de Zanzíbar. Actualmente un museo            |          |

### Asia
| Ciudad                        | Foto | Residencia                | Función | Pág. web |
| ----------------------------- | ---- | ------------------------- | --- | -------- |
| Afganistán (hasta 1973)       |      |                           | |          |
| Kabul                         |      | Palacio Darul Aman        | Residencia oficial del rey Mohamed Zahir Shah. Actualmente en proceso de reconstrucción                                                                                           |          |
| Kabul                         |      | Palacio de Tajbeg         | Residencia privada. Actualmente deshabitado |          |
| Birmania (hasta 1885)         |      |                           | |          |
| Mandalay                      |      | Palacio de Mandalay       | Residencia oficial. Actualmente un museo histórico |          |
| China (hasta 1911)            |      |                           | |          |
| Pekín                         |      | Ciudad Prohibida          | Residencia oficial de la Dinastía Ming y la Dinastía Qing. Actualmente el complejo palaciego alberga el Museo del palacio de China                                                |          |
| Pekín                         |      | Palacio de Verano         | Residencia privada de la Dinastía Qing. Actualmente un museo |          |
| Shenyang                      |      | Palacio Mukden            | Residencia oficial de la Dinastía Qing. Actualmente un museo |          |
| Imperio de Corea (hasta 1910) |      |                           | |          |
| Seúl                          |      | Gyeongbokgung             | Residencia oficial de la Dinastía Joseon. Actualmente el complejo palaciego alberga el Museo del palacio nacional de Corea y el Museo Folclórico Nacional de Corea                |          |
| Seúl                          |      | Changdeokgung             | Residencia oficial. Actualmente un museo |          |
| Seúl                          |      | Deoksugung                | Residencia privada. Actualmente en proceso de reconstrucción. |          |
| Seúl                          |      | Gyeonghuigung             | Residencia privada. Actualmente en proceso de reconstrucción. |          |
| Seúl                          |      | Changgyeonggung           | Residencia privada. Actualmente en proceso de reconstrucción. |          |
| Irán (hasta 1979)             |      |                           | |          |
| Teherán                       |      | Palacio de Niavarán       | Residencia oficial del sha Mohammad Reza Pahlevi Actualmente el complejo palaciego alberga una serie de museos históricos, una galería de arte, una sala de cine y una biblioteca |          |
| Teherán                       |      | Palacio de Golestán       | Residencia de la dinastía Qayar. Recepciones y visitas de Estado bajo la dinastía Pahlaví. Transformado en diversos museos tras la Revolución iraní                               |          |
| Teherán                       |      | Palacio Sadabad           | Residencia privada. Sede de una serie de museos y de la Organización del Patrimonio Cultural de Irán                                                                              |          |
| Isfahán                       |      | Palacio de Ali Qapu       | Residencia de la dinastía Safávida |          |
| Isfahán                       |      | Hasht Bihisht             | Residencia de la dinastía Safávida |          |
| Laos (hasta 1975)             |      |                           | |          |
| Luang Prabang                 |      | Palacio Real ("Haw Kham") | Residencia oficial del rey Savang Vatthana. Actualmente funciona como museo nacional.                                                                                             |          |
| Nepal (hasta 2008)            |      |                           | |          |
| Katmandú                      |      | Palacio de Narayanhity    | Residencia oficial del rey Gyanendra. Actualmente en obras de transformación en un museo.                                                                                         |          |
| Katmandú                      |      | Hanuman Dhoka             | Residencia histórica. Actualmente un museo. |          |
| Vietnam (hasta 1955)          |      |                           | |          |
| Huế                           |      | Ciudad Imperial de Huế    | Residencia oficial de la Dinastía Nguyễn. Actualmente un museo. |          |

### Oceanía
| Ciudad             | Foto | Residencia      | Función                                                          | Pág. web |
| ------------------ | ---- | --------------- | ---------------------------------------------------------------- | -------- |
| Hawái (hasta 1893) |      |                 |                                                                  |          |
| Honolulú           |      | Palacio 'Iolani | Residencia de los reyes de Hawái. Actualmente un museo.          |          |
| Samoa (hasta 2007) |      |                 |                                                                  |          |
| Apia               |      | Villa Vailima   | Residencia del rey Malietoa Tanumafili II. Actualmente un museo. |          |

### América
| Ciudad              | Foto | Residencia                        | Función                                                                                 | Pág. web |
| ------------------- | ---- | --------------------------------- | --------------------------------------------------------------------------------------- | -------- |
| México (hasta 1867) |      |                                   |                                                                                         |          |
| Ciudad de México    |      | Castillo de Chapultepec           | . Residencia del Emperador Maximiliano I. Actualmente es el Museo Nacional de Historia. | [166]    |
| Ciudad de México    |      | Palacio de Iturbide               | . Residencia del Emperador Agustín I. Actualmente es el Palacio de Cultura.             |          |
| Brasil (hasta 1889) |      |                                   |                                                                                         |          |
| Río de Janeiro      |      | Palacio Imperial de San Cristóbal | Residencia oficial Albergó el museo nacional de Brasil hasta 2018                       |          |
| Petrópolis          |      | Palacio Imperial                  | . Residencia de verano del emperador Pedro II. Actualmente es un museo                  |          |